# James Foley
James Foley (28. prosince 1953 New York – 6. května 2025) byl americký filmový režisér, jehož drama Na dosah bylo nominováno na Zlatého medvěda, hlavní cenu 36. ročníku Berlinale.

## Osobní život
James Foley se narodil roku 1953 v Bay Ridge, ležícím v newyorském Brooklynu, do rodiny právníka. V roce 1978 absolvoval State University of New York v Buffalu.

## Režijní kariéra
Režijním debutem se v roce 1984 stalo kriminální drama Lehkomyslní, v němž se objevili Aidan Quinn a Daryl Hannah. V roce 1992 natočil podle Mametovy předlohy snímek Konkurenti z prostředí realitních makléřů v podání Jacka Lemmona, Al Pacina a Eda Harrise. Výkon přinesl Al Pacinovi nominaci na Oscara. Na thriller Cela (1996), v titulních rolích s Chrisem O'Donnellem, Genem Hackmanem a Faye Dunawayovou, navázal akční kus Valká gangů (1999), do něhož režisér obsadil Chow Yun Fata a Marka Wahlberga.
Roku 2003 natočil kriminální drama Chladnokrevně, s titulními postavami herců Edwarda Burnse, Dustina Hoffmana, Andyho Garcíi a Rachel Weiszé. Další thriller Neznámý svůdce, tentokrát s bývalou Bond girl Halle Berryovou, zrealizoval v roce 2007. V roce 2013 se stal jedním z režisérů seriálu Hannibal navazujícího na sérii filmů o kanibalistickém sériovém vrahu a psychiatrovi Hannibalu Lecterovi.
V 80. letech spolupracoval s americkou zpěvačkou Madonnou, která ztvárnila hlavní roli v jeho romantické komedii Kdo je ta holka (1987). Madonna vydala k filmu soundtrack Who's That Girl a na jeho podporu podnikla své druhé světové turné Who's That Girl Tour. V tomto období pro ni režisér natočil tři videoklipy z třetího studiového alba True Blue. Jednalo se o eponymní singl, „Papa Don't Preach“ a „Live to Tell“, která se stala ústřední skladbou jeho dramatu Na dosah, premiérovaného roku 1986. V kriminálním filmu na motivy skutečných událostí si konfliktní vztah otce a syna zahráli Christopher Walken a Sean Penn.

## Filmografie

### Film
- Lehkomyslní (1984)
- Na dosah (1986)
- Kdo je ta holka (1987)
- Až se setmí, miláčku (1990) (také scenárista)
- Konkurenti (1992)
- Poslední čtvrťák (1995)
- Cela (1996)
- Milenec nebo vrah (1996)
- Válka gangů (1999)
- Chladnokrevně (2003)
- Neznámý svůdce (2007)

### Televize
- Městečko Twin Peaks (1991, 1. díl 1. série: „Wounds and Scars“)
- Zbraň (1996, 1 díl)
- Hannibal (2013, 1 díl)
- House of Cards (2013–2014, 9 dílů)

### Videoklipy
Videoklipy k singlům Madonny režisér natočil pod pseudonymem Peter Percher.
- „Live to Tell“ (1986)
- „Papa Don't Preach“ (1986)
- „True Blue“ (1986)
- The Immaculate Collection (1990) – kompilace videí největších hitů, Foley zastoupen klipem „Papa Don't Preach“

## Ocenění a nominace
| Ocenění                                    | rok  | film / počin                        | výsledek  |
| ------------------------------------------ | ---- | ----------------------------------- | --------- |
| Berlinale: Zlatý medvěd                    | 1986 | Na dosah                            | nominace  |
| Zlatá malina                               | 1988 | Kdo je ta holka                     | nominace  |
| Deauville Film Festival: Cena kritiky      | 1992 | Konkurenti                          | nominace  |
| Phoenix Film Festival: Copper Wing Tribute | 2003 | za celoživotní režii a scenáristiku | vítězství |